# Michael Winterbottom

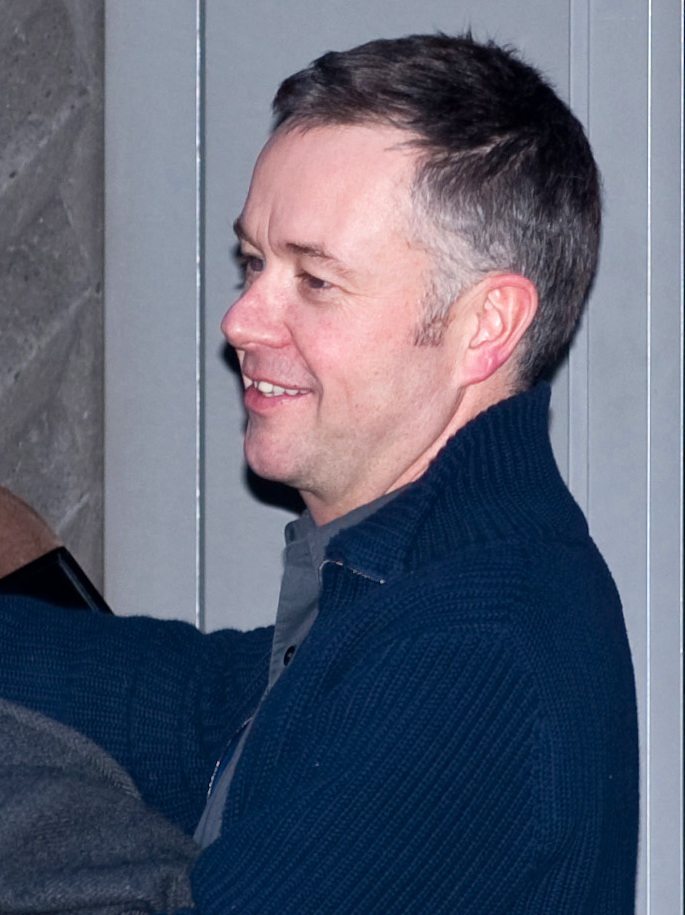
Michael Winterbottom bei der Vorstellung seines Films The Shock Doctrine auf der Berlinale 2009

Michael Winterbottom (* 29. März 1961 in Blackburn, Lancashire) ist ein britischer Filmregisseur. Er zählt neben Guy Ritchie, Ken Loach, Danny Boyle und Mike Leigh zu den wichtigsten Protagonisten des neuen britischen Films.

## Leben
Da es in seinem nordenglischen Heimatort kein Kino oder Theater gab, verbrachte Michael Winterbottom als Jugendlicher mit 14 Jahren viel Zeit daheim vor dem Fernseher, um auf dem TV-Kanal der BBC internationale Filme zu schauen, was sein Interesse für das Medium weckte. Anschließend trat er mit 15 Jahren einem örtlichen Filmclub bei und entdeckte dort für sich den Neuen Deutschen Film mit Werken der Regisseure Rainer Werner Fassbinder, Wim Wenders und Werner Herzog, die inspirierend auf ihn wirkten. Winterbottom studierte Englisch in Oxford, danach belegte er die Fächer Film und Fernsehen an der Bristol University und der Polytechnic of Central London. Darauf schloss sich eine Zeit im Schnitt bei Thames Television an, dann ging er zur BBC.
Er gewann mit seinem sehr authentischen afghanischen Flüchtlingsdrama In This World den Goldenen Bären bei den Internationalen Filmfestspielen 2003 in Berlin. Ein weiterer großer Erfolg war sein Film über den Krieg in Bosnien-Herzegowina Welcome to Sarajewo. Mit Das Reich und die Herrlichkeit und Code 46 wandte er sich Genrefilmen zu (Western und Science-Fiction). Im Filmjahr 2005 machte er Furore mit seinem umstrittenen und als Pornografie bezeichneten Werk 9 Songs. Für den Film The Road to Guantanamo erhielt er als bester Regisseur einen Silbernen Bär bei der Berlinale 2006. Vier Jahre später erhielt er für seinen Thriller The Killer Inside Me erneut eine Einladung zur Berlinale 2010. Weitere Film- und Fernseharbeiten folgten, darunter in den 2010er Jahren auch Dokumentationen. Sein Schaffen als Regisseur umfasst mehr als 50 Produktionen.
Winterbottom greift in seinen Filmen häufig Themen von großer politischer Brisanz auf. Dabei arbeitet er oft realistisch-naturalistisch mit Amateuren oder semi-professionellen Schauspielern, vor Ort teilweise mit kleinem Stab. Seine politischen Filme sind auch seine erfolgreichsten. Andere Werke haben den Schwerpunkt auf der Musik, sozialen Fragen, Sexualität, Familie, Schicksal oder Trauer. Immer wieder anzutreffen ist die expressiv, flüssig bewegte Kamera bis hin zur Videoclipästhetik. Insgesamt fällt der Stilwille und die Vielseitigkeit auf, die Leidenschaft und dabei eine Neigung zum Pathos, mitunter auch eine Grausamkeit den Figuren gegenüber.
Häufig arbeitet er mit dem Komponisten Michael Nyman, dem Produzenten Andrew Eaton und Autor Frank Cottrell Boyce zusammen. Als eigene Einflüsse nennt er Jean-Luc Godard, Wim Wenders, François Truffaut und Ingmar Bergman, nach anderen Quellen fiel auch schon der Name Rainer Werner Fassbinder, oder der von Lindsay Anderson.
Er war mit der Autorin Sabrina Broadbent verheiratet und ist Vater zweier Töchter. Außerdem hat er einen gemeinsamen Sohn mit Melissa Parmenter.

## Zitate
„Wenn man politisch sein will, muss man etwas im Mainstream machen […]“

„Warum ein Film funktioniert oder nicht, das sind oft ganz einfache Dinge. Manchmal trifft etwas die Menschen ins Herz. Und manchmal nicht.“

## Filmografie
- 1989: Ingmar Bergman: The Magic Lantern (Fernsehfilm)
- 1990: Forget About Me (Fernsehfilm)
- 1992: Under the Sun (Fernsehfilm)
- 1993: Für alle Fälle Fitz (Cracker, Fernsehreihe, 2 Folgen)
- 1995: Butterfly Kiss
- 1995: Go Now! Jetzt erst recht (Go Now, Fernsehfilm)
- 1996: Herzen in Aufruhr (Jude)
- 1997: Welcome to Sarajevo
- 1998: I Want You
- 1999: Wonderland
- 1999: With or Without You
- 2000: Das Reich und die Herrlichkeit (The Claim)
- 2002: 24 Hour Party People
- 2002: In This World – Aufbruch ins Ungewisse (In This World)
- 2003: Code 46
- 2004: 9 Songs
- 2005: A Cock and Bull Story
- 2006: The Road to Guantanamo
- 2007: Ein mutiger Weg (A Mighty Heart)
- 2008: Genova
- 2009: The Shock Doctrine
- 2010: The Killer Inside Me
- 2011: Trishna
- 2012: Everyday
- 2013: The Look of Love
- 2013: The Trip to Italy
- 2014: Die Augen des Engels (The Face of an Angel)
- 2015: The Emperor’s New Clothes
- 2016: On The Road
- 2017: The Trip to Spain
- 2018: The Wedding Guest
- 2019: Greed
- 2020: The Trip to Greece
- 2023: Shoshana